# Konstancja Kerschenstein
Konstancja Kerschenstein, także Kerschensteinowa, de domo Czirenberg (ur. 6 października 1605 w Gdańsku, zm. 17 stycznia 1653) – mieszczka gdańska znana z talentów muzycznych, dzięki którym zwano ją „bałtycką Syreną”. Jedna z pierwszych kobiet w Polsce, które w XVI i XVII wieku zajmowały się przekładem.

## Życiorys
Urodziła się 6 października 1605 roku w rodzinie Anny Schachmann i Johanna Zierenberga, przyszłego burmistrza Gdańska. Jej dziadem był Daniel Zierenberg. 15 sierpnia 1628 poślubiła starszego od siebie Zygmunta Kerschensteina, z którym miała troje dzieci: Ludwika (ur. 1629), Konstancję (1631) i Annę (1633).
Ceniona przez współczesnych za inteligencję i urodę, posługiwała się biegle paroma językami. Należała do pierwszych kobiet w Polsce, które w XVI i XVII wieku zajmowały się przekładem: tłumaczyła listy królowej Szwecji dla francuskiego dyplomaty Charles’a Ogiera. Była także uzdolniona muzycznie (grała na organach) i obdarzona dobrym głosem, dzięki czemu zwano ją „bałtycką Syreną”. Dzięki swym talentom skupiała wokół siebie gdańską socjetę, ale wieść o jej przymiotach – zapewne dzięki Władysławowi IV Wazie – dotarła także do Mediolanu, gdzie w 1626 roku wydano dedykowany jej zbiór muzycznych utworów religijnych pt. Flores praestantissimorum virorum autorstwa m.in. Francesco Rognoniego czy Vincenzo Pellegriniego. Dedykowano jej również poematy. Z kolei Charles Ogier poświęcił jej wiele miejsca w swoim Dzienniku, nazywając ją „najpiękniejszą niewiastą w Gdańsku” o „niezwykle pięknym głosie”.
Zmarła 17 stycznia 1653 roku.
W 2014 roku, nakładem wydawnictwa Muchomor, ukazała się książka dla dzieci autorstwa Anny Czerwińskiej-Rydel poświęcona postaci Kerschenstein pt. Bałtycka Syrena. Historia Konstancji Czirenberg. Publikacja została nominowana do nagrody polskiej sekcji IBBY „Książka Roku 2015”.